# Epithelantha bokei
Epithelantha bokei és una espècie fanerògama que pertany a la família de les cactàcies (Cactaceae). És originària de Nord-amèrica.

## Descripció
Epithelantha bokei creix en solitari. Les tiges poden arribar a fer entre 2,5 a 5 cm d'alçada. Les seves arèoles són de 3 mm de llarg. Les espines són blanques i estan en files de 4 a 5, té, aproximadament, 10 interiors i 25 a 28 exteriors, i arriben a la mida de 4,5 mm. Les flors són roses de 10 a 12 mm de llarg. Els fruits són de 3 a 9 mm de llargada.

## Distribució
Epithelantha bokei es troba als Estats Units, a l'estat de Texas, concretament al Parc nacional Big Bend i al veí estat del nord de Mèxic a Coahuila de Zaragoza. És una espècie inusual en les col·leccions.

## Taxonomia
Epithelantha bokei va ser descrita per Lyman David Benson i publicat a Cactus and Succulent Journal 41(4): 185–186, f. 2, 3(lower), a l'any 1969.
Etimologia
Epithelantha: nom genèric que deriva del grec i significa "flors que surten de tubercles".
bokei: l'epítet de l'espècie va ser va ser nomenat en honor del botànic estatunidenc Norman Hill Boke.
Sinonímia
- Epithelantha micromeris var. bokei (L.D.Benson) Glass & R.A.Foster in Cact. Succ. J. (Los Angeles) 50: 185 (1978)
- Epithelantha micromeris subsp. bokei (L.D.Benson) U.Guzmán in Cactaceae Syst. Init. 16: 17 (2003)[2][3]